# هارولد كارمايكل
هارولد كارمايكل (بالإنجليزية: Harold Carmichael)‏ هو لاعب كرة قدم أمريكية أمريكي، ولد في 22 سبتمبر 1949 في جاكسونفيل في الولايات المتحدة.

## وصلات خارجية
- هارولد كارمايكل على موقع مرجع كرة القدم المحترفة.كوم (الإنجليزية)
- هارولد كارمايكل على موقع قاعة فلوريدا للمشاهير الرياضية (الإنجليزية)
- هارولد كارمايكل على موقع قاعة لويزيانا للمشاهير الرياضية (الإنجليزية)
- هارولد كارمايكل على موقع IMDb (الإنجليزية)
- هارولد كارمايكل على موقع الموسوعة البريطانية (الإنجليزية)